# 乌尼昂保利斯塔
乌尼昂保利斯塔是巴西圣保罗州的一个市镇。总面积79.148平方公里，总人口1379人，人口密度17.4人/平方公里。